# Fuente Vera
Fuente Vera es una localidad y pedanía española perteneciente al municipio de Castril, en la provincia de Granada, comunidad autónoma de Andalucía. Está situada en la parte suroccidental de la comarca de Huéscar. Cerca de esta localidad se encuentran los núcleos de Isidoros, Almontaras y Los Laneros.

## Demografía
Según el Instituto Nacional de Estadística de España, en el año 2024 Fuente Vera contaba con 154 habitantes censados, lo que representa el 7,83% de la población total del municipio.

### Evolución de la población
| Gráfica de evolución demográfica de Fuente Vera entre 2014 y 2024 |
|                                                                   |
| Datos según el nomenclátor publicado por el INE.                  |

## Cultura
En Fuente Vera existe la costumbre de hacer pan amasado para los familiares y vecinos cuando llegan fechas señaladas e importantes como pueda ser la Navidad o Semana Santa.

### Fiestas
Fuente Vera celebra sus fiestas patronales el último fin de semana de julio o el primero de agosto en honor a la Virgen de Tíscar.